# Wolfgang Mager
Wolfgang Mager (24 de agosto de 1952) es un deportista de la RDA que compitió en remo.
Participó en dos Juegos Olímpicos de Verano en los años 1972 y 1976, obteniendo dos medallas, oro en Múnich 1972 y oro en Montreal 1976. Ganó cinco medallas en el Campeonato Mundial de Remo entre los años 1974 y 1979.

## Palmarés internacional
| Juegos Olímpicos   | Juegos Olímpicos          | Juegos Olímpicos | Juegos Olímpicos   |
| Año                | Lugar                     | Medalla          | Prueba             |
| ------------------ | ------------------------- | ---------------- | ------------------ |
| 1972               | Múnich (RFA)              | Medalla de oro   | Dos sin timonel    |
| 1976               | Montreal (Canadá)         | Medalla de oro   | Cuatro sin timonel |
| Campeonato Mundial |                           |                  |                    |
| Año                | Lugar                     | Medalla          | Prueba             |
| 1974               | Lucerna (Suiza)           | Medalla de oro   | Cuatro sin timonel |
| 1975               | Nottingham (Reino Unido)  | Medalla de oro   | Cuatro sin timonel |
| 1977               | Ámsterdam (Países Bajos)  | Medalla de oro   | Cuatro sin timonel |
| 1978               | Cambridge (Nueva Zelanda) | Medalla de plata | Cuatro sin timonel |
| 1979               | Bled (Yugoslavia)         | Medalla de oro   | Cuatro sin timonel |